# Liausson
Liausson is een gemeente in het Franse departement Hérault (regio Occitanie) en telt 114 inwoners (2005). De plaats maakt deel uit van het arrondissement Lodève.
De plaats kijkt uit over het meer van Salagou.

## Geografie
De oppervlakte van Liausson bedraagt 7,9 km², de bevolkingsdichtheid is 14,4 inwoners per km².
De onderstaande kaart toont de ligging van Liausson met de belangrijkste infrastructuur en aangrenzende gemeenten.

## Demografie
Onderstaande figuur toont het verloop van het inwonertal (bron: INSEE-tellingen).